# 六本木Class
《六本木Class》是日韓共同製作、於2022年7月7日至9月29日在朝日電視台木9時段播出的電視劇，改編自2020年韓國電視劇《梨泰院Class》，由竹內涼真主演。
香港由Viu獨家播出，台灣由bilibili獨家播出。

## 登場人物
主要人物
- 宮部新：竹內涼真[1]（粵語配音：陳漢祺）

六本木一家居酒屋「二代目MIYABE」店長。
- 楠木優香：新木優子[2]（粵語配音：石梓晴）

新的高中同學兼初戀。「長屋控股」勤務。
- 麻宮葵：平手友梨奈[3]（粵語配音：成樂怡）

「二代目MIYABE」經理。
- 長屋龍河：早乙女太一[4]（粵語配音：郭湛深）

新和優香的高中同學。「長屋控股」會長・長屋茂的長子。
- 長屋茂：香川照之[5]（粵語配音：羅偉亮）

「長屋控股」會長。
長屋控股
- 相川京子：稻森泉[6]（粵語配音：王綺婷）

「長屋控股」常務。
- 櫻木幸雄：近藤公園[6]（粵語配音：袁德基）

長屋茂的忠實秘書。
- 磯部加奈子：太田奈緒（粵語配音：羅婉楓）

長屋茂的另一位秘書。相川京子的間諜，監視長屋茂的動向。
二代目MIYABE
- 內山亮太：中尾明慶[6]（粵語配音：周倚天）

「二代目MIYABE」員工。
- 綾瀨陸：佐藤穗奈美[6]（粵語配音：梁珮瑤）

「二代目MIYABE」廚師。
- 長屋龍二：鈴鹿央士[7]（粵語配音：杜景煜）

長屋茂的次子，葵的高中同學。長屋龍河的同父異母的弟弟。
其他人物
- 宮部信二：光石研[6]（粵語配音：馮志輝）

新的父親。
- 松下博嗣：緒形直人[6]（粵語配音：袁德基）

刑警。
- 松下未玖：吉澤梨里花（粵語配音：羅婉楓）

松下博嗣的女兒。
- 桐野雄大：矢本悠馬[6]（粵語配音：陳成港）

新、優香和龍河的高中同學。
- 理沙賈西亞：田中道子[6]（粵語配音：羅婉楓）

餐酒館「Flecha verde」店主。
- 麻宮英里子：堀内敬子（粵語配音：楊樂瑤）

葵的母親。
- 木野：松田賢二（粵語配音：李家傑）

新在少年刑務所遇到的老大。
- 田邊弘子：倍賞美津子[6] （粵語配音：姜嘉蕾）

一位神秘的老太太。她向購買並搬進六本木一棟大樓的二代目宮部表示該大樓位置不好，一年之內就會破產。真實身份是房地產界的大佬，房地產投資公司“TH基金管理”的董事長，也是長屋茂的老朋友。
每集登場人物
第1集
- 流浪漢：有薗芳記（日语：有薗芳記）（粵語配音：李家傑）

在車站前向優香乞討，但遭到拒絕。
- 安達健三：松本実（日语：松本実）（粵語配音：李家傑）

明城高中的班主任。知道龍河的欺凌行為但假裝沒看見。
- 凪野敬二：越村公一（日语：越村公一）（粵語配音：袁德基）

明城高中校長。
- 塚本瑛翔：永山隆（日语：永山隆）（粵語配音：陳成港）

雙葉警察署的刑警，與松下一起前往宮部信二的葬禮進行調查。
第2集
- 大垣貴史：小須田康人（粵語配音：李家傑）

- 居酒屋店主：國本鍾健（粵語配音：羅偉亮）

- 佐伯瑠衣：東野絢香（粵語配音：羅婉楓）（第4集）

- 跟隨瑠衣霸凌別人的女高中生：木村葉月（粵語配音：梁珮瑤）（第4集）

- 佐伯雅美：阿南敦子（粵語配音：王綺婷）

- 篤志：町井祥真（粵語配音：陳成港）（第3集）

- 六本木警署的警官：宮崎秋人（粵語配音：袁德基）（第3集）

- 星川：卯之原圭吾（粵語配音：陳成港）（第3、12-13集）

第3集
- 立花健人：瀨戶利樹（粵語配音：陳成港）

第4集
- 綾瀬麻紀：大網亞矢乃（粵語配音：楊樂瑤）

第5集
- 楠本深雪：橘早織（粵語配音：羅婉楓）

- 吉川莉緒：安山夢子（粵語配音：梁珮瑤）

- 江森：舟木幸（粵語配音：王綺婷）

- 藤崎美佳：結城萌（粵語配音：楊樂瑤）

- 本城：永野宗典（粵語配音：李家傑）（第10集）

第7集
- 密探：酒井靖史（粵語配音：李家傑）

- Cafe Bar的女主人：前野惠（粵語配音：王綺婷）

- Le Masukawa的主人：細谷文昭

第8集
- 律師：荒川浩平（粵語配音：李家傑）

第9集
- 穗積ヒロト：坪倉由幸（粵語配音：袁德基（第10、11集）

- 結城真美：高見侑里（粵語配音：羅婉楓）（第10、11集）

- 平池誠：近江谷太朗（粵語配音：李家傑）（第10、11集）

- 冨田尚人：舟津大地（粵語配音：袁德基）（第10、11集）

- 食評家：佐伯新、小柳友貴美、田代琴美（粵語配音：郭湛深、王綺婷）（第11集）

- 審判長：川井つと（粵語配音：李家傑）

- 古關憲吾：夏生大湖	（粵語配音：黃文軒）（第10集）

第10集
- 特許經營業主申請者：山田將行、金田誠一郎、藤倉みのり、八代崇司（粵語配音：袁德基、李家傑、羅婉楓）

- 太陽電視台女職員：葉月ひとみ（粵語配音：王綺婷）

第11集
- 醫生：岩永ひひお（粵語配音：李家傑）

- 長屋男職員：堤匡孝（粵語配音：袁德基）

第12集
- 男護士：豬爪尚紀（粵語配音：陳成港）

- 醫院女職員：こもりやさくら（粵語配音：王綺婷）

- 兵藤：白石直也（粵語配音：袁德基）（第13集）

- 柄本：前田成壹（粵語配音：袁德基）

## 製作團隊
- 原作：
  - 趙光真《六本木Class～貫徹信念一發逆轉物語～》（Web漫畫App / Piccoma連載）
  - 趙光真（編劇）/ 金成允（導演）《梨泰院Class》（電視劇系列 / JTBC）
- 編劇：德尾浩司
- 旁白：谷昌樹
- 配樂：高見優
- 主題曲：［Alexandros］《Baby's Alright》（UNIVERSAL J / RX-RECORDS）
- 插曲：
  - THE BEAT GARDEN《Start Over》（Universal Sigma）
  - 松室政哉（AUGUSTA RECORDS／UNIVERSAL MUSIC LLC）
  - 三浦透子（UNIVERSAL MUSIC JAPAN）
  - 秦基博（AUGUSTA RECORDS）
- 導演：田村直己、樹下直美、本間美由紀、小野浩司
- 製作人：大江達樹（朝日電視台）、西山隆一（朝日電視台）、菊池誠（as birds）、Hyunwoo Thomas Kim（KROSS PICTURES）
- 總製作人：橫地郁英（朝日電視台）
- 製作協力：as birds
- 製作：朝日電視台、Kakao娛樂、KROSS PICTURES、JTBC

## 播出日程
| 集數                                                                      | 播出日期 | 日文標題 | 中文標題（Viu） | 導演       | 收視率 | 備註       |
| ------------------------------------------------------------------------- | -------- | -------- | --------------- | ---------- | ------ | ---------- |
| 第1話                                                                     | 7月7日   |          | 信念            | 田村直己   | 09.6%  | 加長10分鐘 |
| 第2話                                                                     | 7月14日  |          | 重遇初戀對象    | 田村直己   | 08.6%  | 加長6分鐘  |
| 第3話                                                                     | 7月21日  |          | 停業            | 田村直己   | 07.0%  |            |
| 第4話                                                                     | 7月28日  |          | 天才經理誕生    | 樹下直美   | 08.1%  |            |
| 第5話                                                                     | 8月04日  |          | 正面對決        | 樹下直美   | 09.1%  |            |
| 第6話                                                                     | 8月11日  |          | 迎戰            | 樹下直美   | 09.2%  |            |
| 第7話                                                                     | 8月18日  |          | 挖角            | 本間美由紀 | 09.3%  |            |
| 第8話                                                                     | 8月25日  |          | 自首            | 田村直己   | 10.0%  |            |
| 第9話                                                                     | 9月01日  |          | 頂尖廚藝對決    | 本間美由紀 | 10.2%  |            |
| 第10話                                                                    | 9月08日  |          | 陷阱            | 小野浩司   | 09.9%  |            |
| 第11話                                                                    | 9月15日  |          | 新繼任人        | 樹下直美   | 09.9%  | 加長6分鐘  |
| 第12話                                                                    | 9月22日  |          | 綁架            | 田村直己   | 09.9%  |            |
| 最終話                                                                    | 9月29日  |          | 最後勝利        | 田村直己   | 10.7%  | 加長10分鐘 |
| 平均收視率 9.3%（收視率由Video Research調查關東地區、家戶的即時統計資料） |          |          |                 |            |        |            |

## 外部連結
- 官方网站（日語）
- 六本木Class的X（前Twitter）（日語）
- 六本木Class的Instagram帳戶（日語）

| 日本 朝日電視台 週四晚間九點連續劇           | 日本 朝日電視台 週四晚間九點連續劇           | 日本 朝日電視台 週四晚間九點連續劇 |
| -------------------------------------------- | -------------------------------------------- | ---------------------------------- |
|                                              | 六本木Class （2022年7月7日－9月29日）        |                                    |
| 邁向未來的倒數10秒 （2022年4月14日－6月9日） | The Travel Nurse （2022年10月20日－12月8日） |                                    |

| 香港 Viu 星期日 21:00 - 22:00 · 2023年7月23日及10月15日 21:00 - 22:15                     | 香港 Viu 星期日 21:00 - 22:00 · 2023年7月23日及10月15日 21:00 - 22:15 | 香港 Viu 星期日 21:00 - 22:00 · 2023年7月23日及10月15日 21:00 - 22:15 |
| ----------------------------------------------------------------------------------------- | --------------------------------------------------------------------- | --------------------------------------------------------------------- |
|                                                                                           | 六本木Class （2023年7月23日 - 2023年10月15日）                        |                                                                       |
| X光室的奇蹟 2～放射科的診斷報告～ （2023年5月7日 - 2023年7月16日）                        | 為親愛的我致上殺意 （2023年10月22日 - 2023年12月17日）                |                                                                       |
| 香港 ViuTV 星期二至六（星期一至五深夜）00:00－01:00 · 2024年1月24日及2月9日 00:00 - 01:15 |                                                                       |                                                                       |
| 黑洞 （2024年1月3日－2024年1月23日）                                                      | 六本木Class （2024年1月24日－2024年2月9日）                           | 秘密內幕～女警的反擊～ （2024年2月14日－2024年2月24日）               |